# Sphecotheres hypoleucus
Sphecotheres hypoleucus е вид птица от семейство Oriolidae. Видът е почти застрашен от изчезване.

## Разпространение
Видът е разпространен в Индонезия.